# 1045 км
1045 км — железнодорожная казарма в Зуевском районе Кировской области в составе Кордяжского сельского поселения.

## География
Находится у железнодорожной линии Киров-Пермь на расстоянии примерно 11 километров на запад-северо-запад от районного центра города Зуевка.

## История
Населенный пункт известен с 1978 года, в 1989 году было учтено 2 жителя . 

## Население
Постоянное население  составляло 2 человека (русские 100%) в 2002 году, 2 в 2010.